# NAAFI

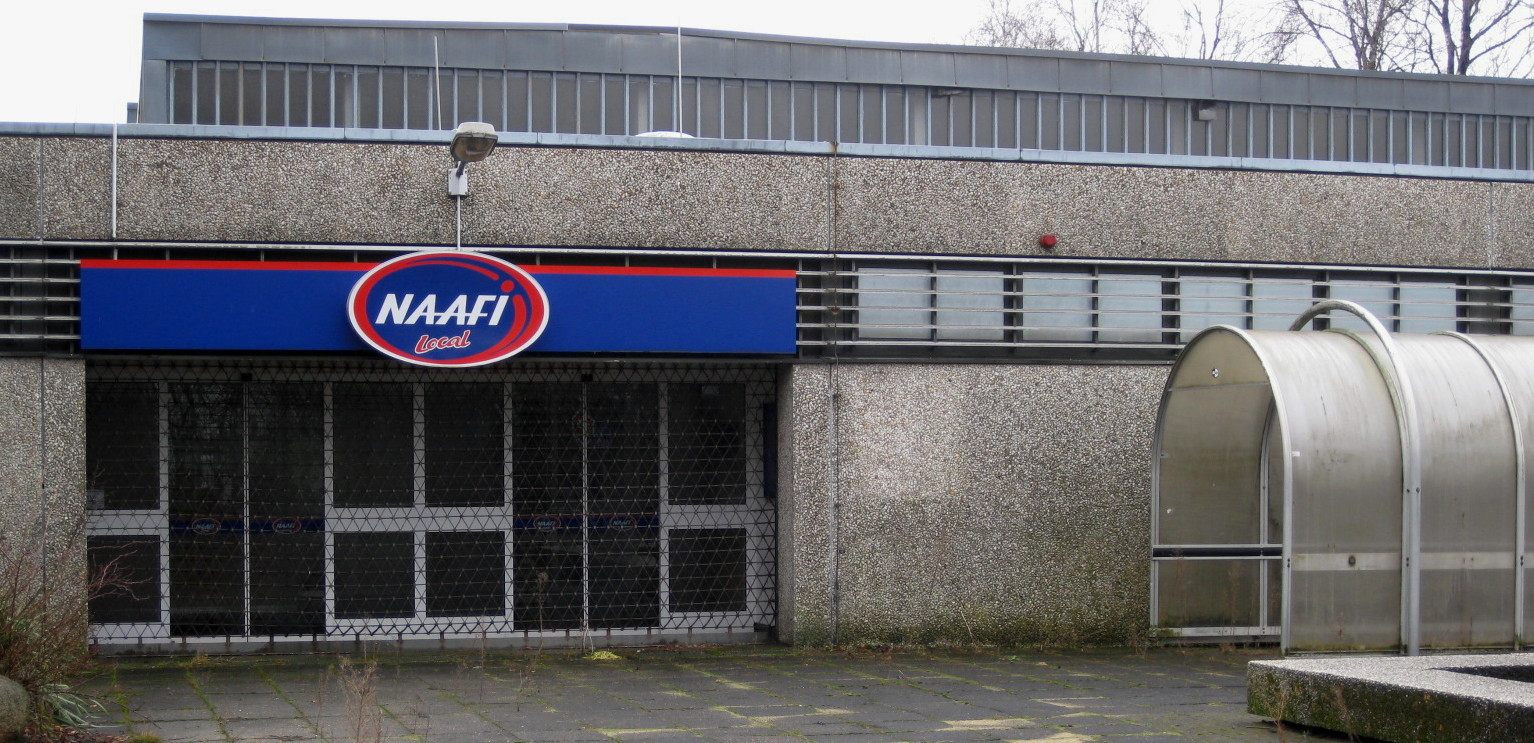
Były sklep NAAFI w niemieckim Osnabrück (am Limberg).

Navy, Army and Air Force Institutes (w skrócie NAAFI) - Instytut Marynarki Wojennej, Wojsk Lądowych i Lotnictwa. Jest to nieprzynoszące dochodu zrzeszenie (zał. 6 grudnia 1920 r.), którego zadaniem jest zaopatrywanie kantyn wojskowych Wielkiej Brytanii. Dotyczy to zarówno wojsk stacjonujących w kraju, jak i za granicą.